# Marcel Salathé

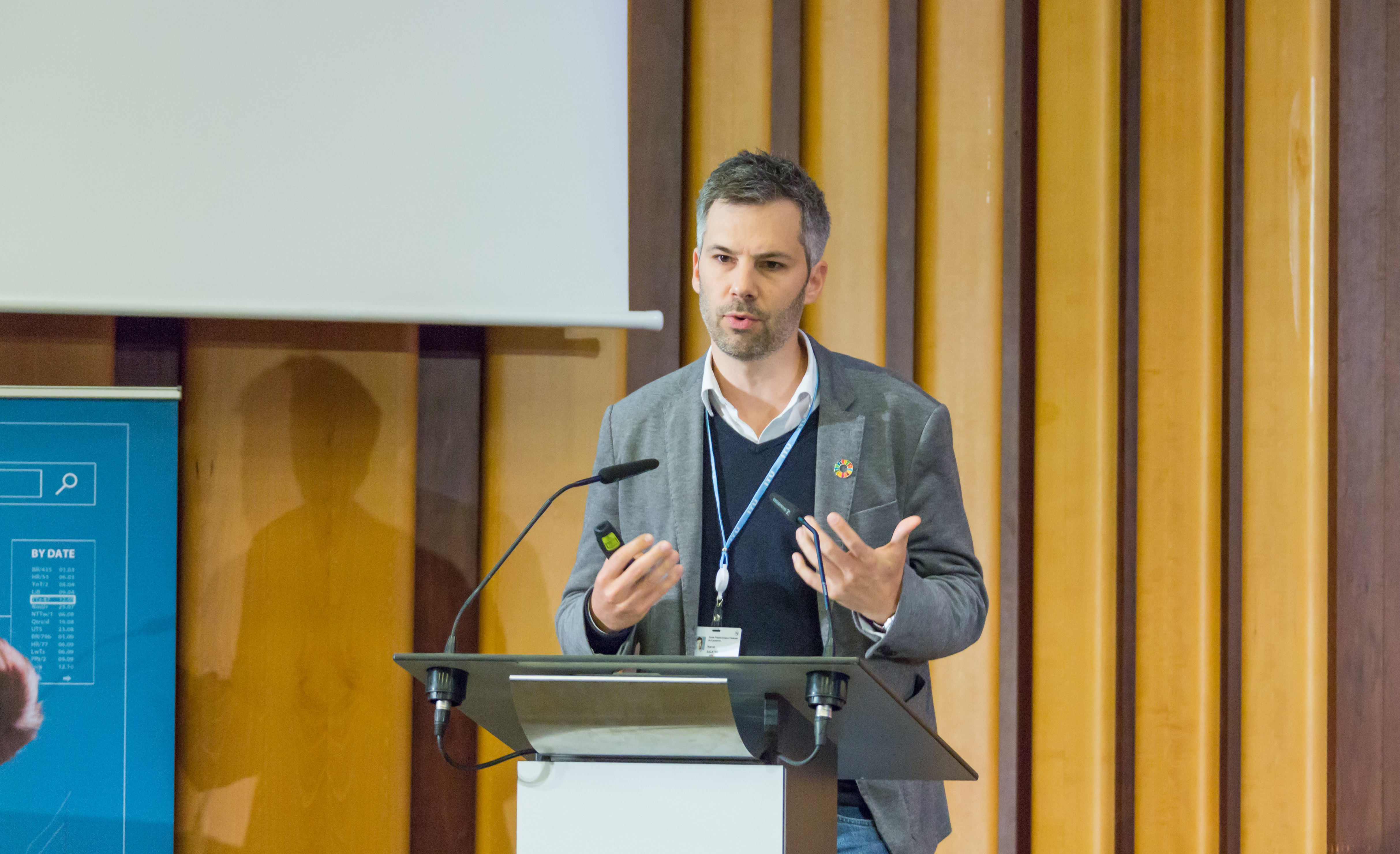
Marcel Salathé (2018)

Marcel Salathé (* 1975 in Basel) ist ein Schweizer Epidemiologe. Er ist Professor an der ETH Lausanne und leitet da das Labor für digitale Epidemiologie (Digital Epidemiology Lab).

## Leben
Salathé wuchs als Sohn eines Polizisten und einer Verkäuferin in Basel auf. Von 1995 bis 2002 studierte er Biologie an der Universität Basel. Nach seiner Promotion an der ETH Zürich verbrachte er zwei Jahre als Postdoc an der Stanford University. Nach weiteren Aufenthalten an der Pennsylvania State University sowie nochmals an der Stanford University kehrte er 2015 in die Schweiz zurück. Seither ist er an der EPFL ausserordentlicher Professor, Leiter des «Digital Epidemiology Lab» sowie des «EPFL AI Center».

## COVID-19-Pandemie
Im Verlauf der COVID-19-Pandemie erlangte Salathé auch ausserhalb akademischer Einrichtungen grössere Bekanntheit. Dazu trugen sein öffentlicher Vortrag «Coronavirus-Ausbruch: Was sagt die Wissenschaft?» zu Beginn der Pandemie, seine TV-Auftritte (unter anderem 10vor10, Tagesschau) und die Tatsache, dass er bis Februar 2021 Mitglied der «Taskforce Covid-19», des wissenschaftlichen Corona-Beirats von Bund und Kantonen, war, bei. Im Februar 2021 hat Salathé die Taskforce verlassen und die neue Organisation CH++ ins Leben gerufen, die "die wissenschaftlichen und technologischen Kompetenzen von Politik, Behörden und Gesellschaft stärken will".